# Vincent Roux (journaliste)
Pour les articles homonymes, voir Vincent Roux et Roux.
 (septembre 2018).
Vincent Roux, né le 28 décembre 1972 à Clermont-Ferrand est un journaliste français. Rédacteur en chef à Radio France internationale jusqu'en 2012, il est actuellement présentateur et rédacteur en chef pour les magazines de France 24 et pour Culture Prime, le média social culturel de l'audiovisuel public français.

## Biographie
Après des études à l'Institut d'études politiques de Lyon et l'Ecole supérieure de journalisme de Lille, Vincent Roux fait ses débuts à RTL comme reporter. En parallèle, il présente les journaux des matinales et des weekends de RTL2.
En 1996, il rejoint la rédaction de Radio France internationale (RFI) comme présentateur des matinales.
De 2001 à 2005, il est chef de projet pour la numérisation des antennes de la station, avant de reprendre l'antenne en 2005 comme présentateur des émissions RFI Soir (débat et interview quotidienne) et Grand Reportage (quotidienne).
En novembre 2006, il est nommé responsable du service multimédia de Radio France internationale et rédacteur en chef des sites RFI.FR et rfimusique.com.
En 2009, il pilote la refonte des sites de RFI, qui deviennent "jumeaux" de ceux de France 24,.
En mai 2012, à l'occasion de la fusion d'une partie des rédactions de RFI et France 24, Vincent Roux adopte le média télévisé et devient présentateur sur l'antenne de France24. Il présente la plupart des tranches d'informations de la chaîne et assure les remplacements d'émissions telles que Le Débat de France 24 ou Une semaine dans le monde.
De novembre 2013 à décembre 2016, il assure la présentation de la matinale de France 24, Paris Direct, du lundi au jeudi.
Depuis janvier 2017 il est rédacteur en chef et présentateur pour les magazines de France 24. Il collabore notamment aux émissions A l'Affiche et Billet Retour.
Depuis novembre 2018, il assure la coordination des productions de RFI et France24 et réalise des interviews pour Culture Prime, le média social culturel de l'audiovisuel public français,.